# Lyne Kirk

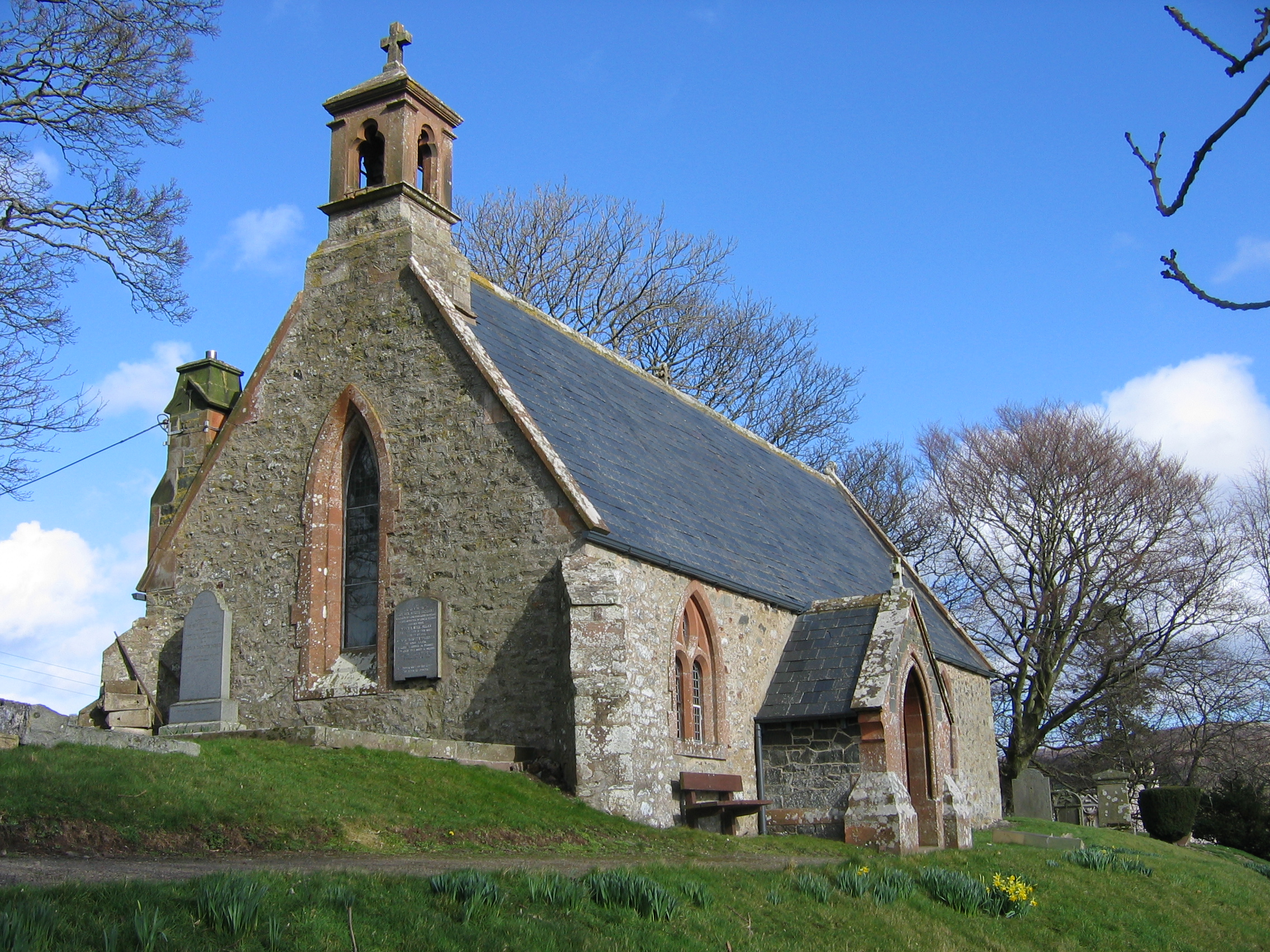
Lyne Kirk stamt uit de eerste helft van de zeventiende eeuw.

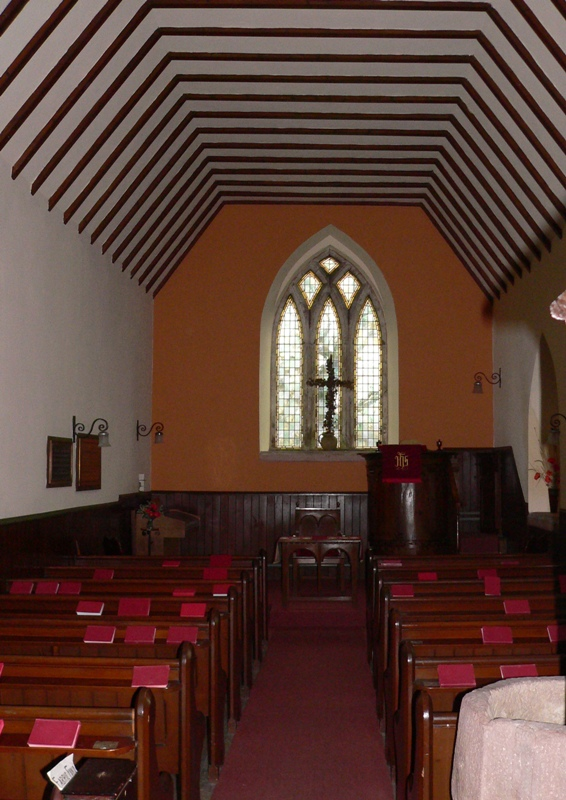
Het interieur van Lyne Kirk.

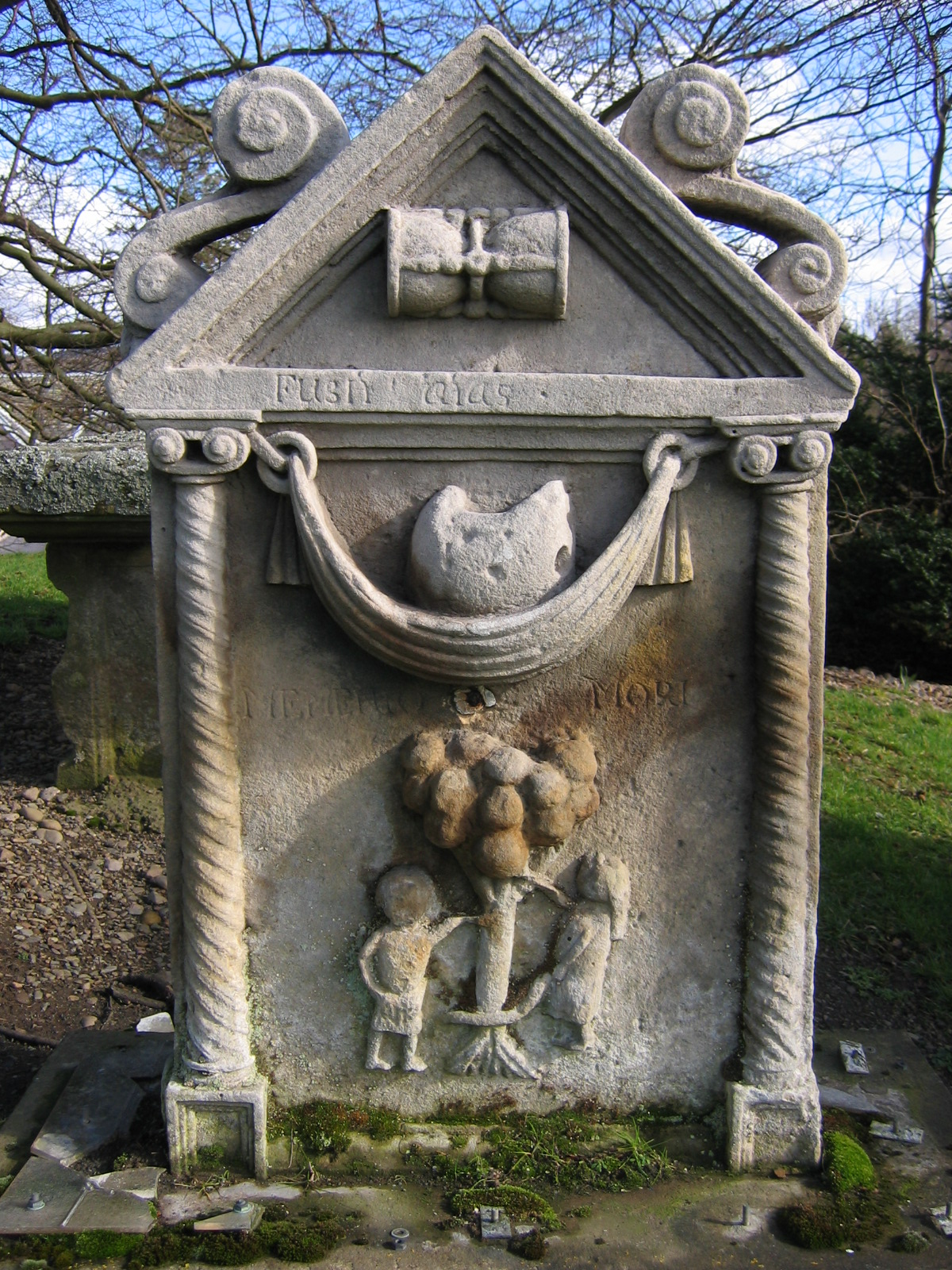
De Adam en Eva-grafsteen toont Adam en Eva in het Hof van Eden.

Lyne Kirk, ook Lyne Church genoemd, is een zeventiende-eeuwse kerk in de Peeblesshire, zo'n 8 kilometer ten westen van Peebles in de Schotse regio Scottish Borders. De kerk is sinds de reformatie in gebruik als parochiekerk van de Church of Scotland.

## Geschiedenis
Lyne Church werd gebouwd tussen 1640 en 1645 door John Hay van Yester, die later de eerste graaf van Tweeddale werd. De kerk werd gebouwd op de plaats van een twaalfde-eeuwse kerk. Gezien de vondst in 1998 van drie vroeg christelijke graven (steenkisten) daterende uit de zesde tot de achtste eeuw op de nabije heuvel Abbey Knowe is het niet onwaarschijnlijk dat er een nog vroegere kerk stond.
In 1888 vond er een grote restauratie plaats. In 1988 werd de kerk wederom gerenoveerd, ditmaal om het origele dak te herstellen.

## Bouw
Lyne Church is een zeventiende-eeuwse kerk. De kerk meet 54,6 bij 6,5 meter en is oost-west georiënteerd. In de negentiende eeuw werd aan de zuidzijde een toegangsportaal aangebouwd. Het interieur is zeventiende-eeuws. De kansel en de knielbanken stammen uit 1644 en zijn van Nederlandse makelij. De doopvont is van vóór de reformatie van 1560.
Om de kerk heen bevindt zich een begraafplaats. De oudste grafsteen stamt uit 1707. Er bevindt zich een zogenaamde Adam en Eva-grafsteen uit 1712; deze gedenkt de zestien jaar oude Janet Veitch.
Ten westen van Lyne Church liggen Abbey Knowe (55° 39' 6" N 3° 17' 17" W) en het Lyne Roman Fort (55° 39' 6" N 3° 17' 33" W).
Abbey Knowe heeft drie vroegchristelijke graven. Het zijn drie steenkisten, die oost-west georiënteerd zijn. De steenkisten bestaan uit een breder en een smaller deel. De lichamen waren er uitgestrekt ingelegd, in plaats van met opgetrokken knieën, met de voeten aan het smalle uiteinde. Er zijn geen lichamen gevonden in deze drie steenkisten. Gezien de grootte van de steenkisten is het waarschijnlijk dat ze bedoeld waren voor kinderen.
Het Lyne Roman Fort stamt uit de tijd van de Romeinse keizer Antoninus Pius (142-162) en had een aantal gebouwen opgetrokken uit rode zandsteen. Het fort gaf een aantal jaren onderdak aan infanterie en cavalerie.

## Beheer
Lyne Church wordt beheerd door de Church of Scotland.